# Change of Address
Change of Address ist das neunte Studioalbum der schweizerischen Hard-Rock-Band Krokus. Es enthält die Singleauskopplungen „Burning up the Night“, „Let This Love Begin“, „Say Goodbye“ und „School’s Out“.

## Hintergrund
Mit der Ergänzung des Line-Ups durch Bassist Tommy Keiser, der bereits während der letzten US-Tour als Ersatz für Andy Tanas zur Band kam, war Krokus für die Aufnahmen zum neuen Studioalbum wieder komplett. Mark Kohler, der auf The Blitz mangels Alternativen noch die Bassspuren einspielen musste, konnte somit wieder zur Rhythmusgitarre zurückwechseln. Eigentlich keine schlechten Vorzeichen, doch die Band schlug musikalisch gesehen eine Richtung ein, die vor allem die hartgesottenen Krokus-Fans vor den Kopf stieß: Anstatt schnörkellosem, rifflastigem Hard Rock, bekam man seichteren, melodiöseren, keyboardlastigeren Pop Metal vorgesetzt. Dass zu dieser Zeit gerade die Glam-Metal-Bewegung in den USA aufkeimte und die Plattenfirma Krokus auch so sehen wollte, ist eine Erklärung dafür. Dass Tom Werman zu dieser Zeit ein ausgewiesener und sehr erfolgreicher Glam-Metal-Produzent war, eine zweite. Doch Krokus waren bei diesem Album einfach nicht mehr das, wodurch sie erfolgreich wurden und wofür sie gleichermaßen von Fans und auch von der Presse geschätzt und gehuldigt wurden. Dennoch konnte auch das in den Artisan Sound Recorders in Los Angeles aufgenommene Change of Address mithilfe der Singles „Burning up the Night“, „Let This Love Begin“, „Say Goodbye“ und dem Alice-Cooper-Cover „School’s Out“ sowie den Musikvideos ebenfalls zu „Burning up the Night“ und „School’s Out“ wiederum beachtliche Erfolge einfahren: Das Album erreichte Platz 77 in den kanadischen Charts, Platz 46 in Schweden, Platz 45 in den amerikanischen Billboard Charts und – wie schon The Blitz zuvor – Platz 6 in den schweizerischen Albumcharts. Darüber hinaus war und ist die Single „School’s Out“ mit Platz 67 die höchste Chartplatzierung der Band in den amerikanischen Singlecharts überhaupt. Auch live war Krokus noch gefragt, was u. a. ein kurz nach der Albumveröffentlichung absolvierter Auftritt als Special Guest von Van Halen vor 80.000 Besuchern beim Texxas Jam Festival in Dallas bewies. Trotzdem stellte dieses Album, das ironischerweise gerade wegen des Drucks der Plattenfirma hinsichtlich eines schnellen Nachfolgers die längste Produktionszeit in der Geschichte der Band mit sich brachte, einen echten Tiefpunkt von Krokus dar. Die Resultate aus diesem auch für die Band unbefriedigenden Album waren, nach der Veröffentlichung des ersten Livealbums Alive and Screamin’, ein Wechsel der Plattenfirma, die Zurückholung des Bassisten und Songwriters Chris von Rohr – dafür musste Tommy Keiser wieder weichen – und ein erneuter Wechsel auf der Schlagzeugposition: Für Jeff Klaven wurde der Schweizer Dani Crivelli ins Boot geholt. Diese Reaktionen sollten Krokus mit dem Nachfolger Heart Attack vorerst wieder in die richtige Spur bringen. Eine Besonderheit bezüglich der Tonträger von Change of Address stellen die auf den Rückseiten der LP-Hüllen signifikant fehlerhaft abgedruckten Titellisten dar.

## Titelliste
1. Now (4:22) (Fernando von Arb/Jeff Klaven/Marc Storace)
2. Hot Shot City (3:46) (Tommy Keiser/Klaven/Storace/Mark Kohler)
3. School’s Out (3:15) (Alice Cooper/Glen Buxton/Michael Bruce/Dennis Dunaway/Neal Smith)
4. Let This Love Begin (5:00) (von Arb/Klaven)
5. Burning up the Night (3:42) (Storace/von Arb)
6. Say Goodbye (5:18) (von Arb/Storace/Klaven)
7. World on Fire (6:11) (von Arb/Storace/Klaven)
8. Hard Luck Hero (4:12) (von Arb/Klaven/Storace)
9. Long Way from Home (5:03) (von Arb/Klaven/Storace)

### Coverversion
- „School’s Out“ ist eine Alice-Cooper-Coverversion. Das Lied wurde ursprünglich 1972 auf dem gleichnamigen Album School’s Out veröffentlicht.

### Wissenswertes
- „Now“ ist des Öfteren auch unter dem Titel „Now (All through the Night)“ abgedruckt.[8]

## Besetzung
Gesang: Marc Storace
Leadgitarre: Fernando von Arb
Rhythmusgitarre: Mark Kohler
Bass: Tommy Keiser
Schlagzeug, Percussion: Jeff Klaven

### Gastmusiker
Gitarre: Allan Holdsworth („Long Way from Home“)
Akustikgitarre: David Mansfield
Bass: Leon Gaer
Keyboard: Paul Fox, Jai Winding
Backgroundgesang: Tom Kelly, Tommy Funderburk, Bob Garlyle
Backgroundgesang: „The Brat Choir“ („School’s Out“)